# Автосамоскид підземний

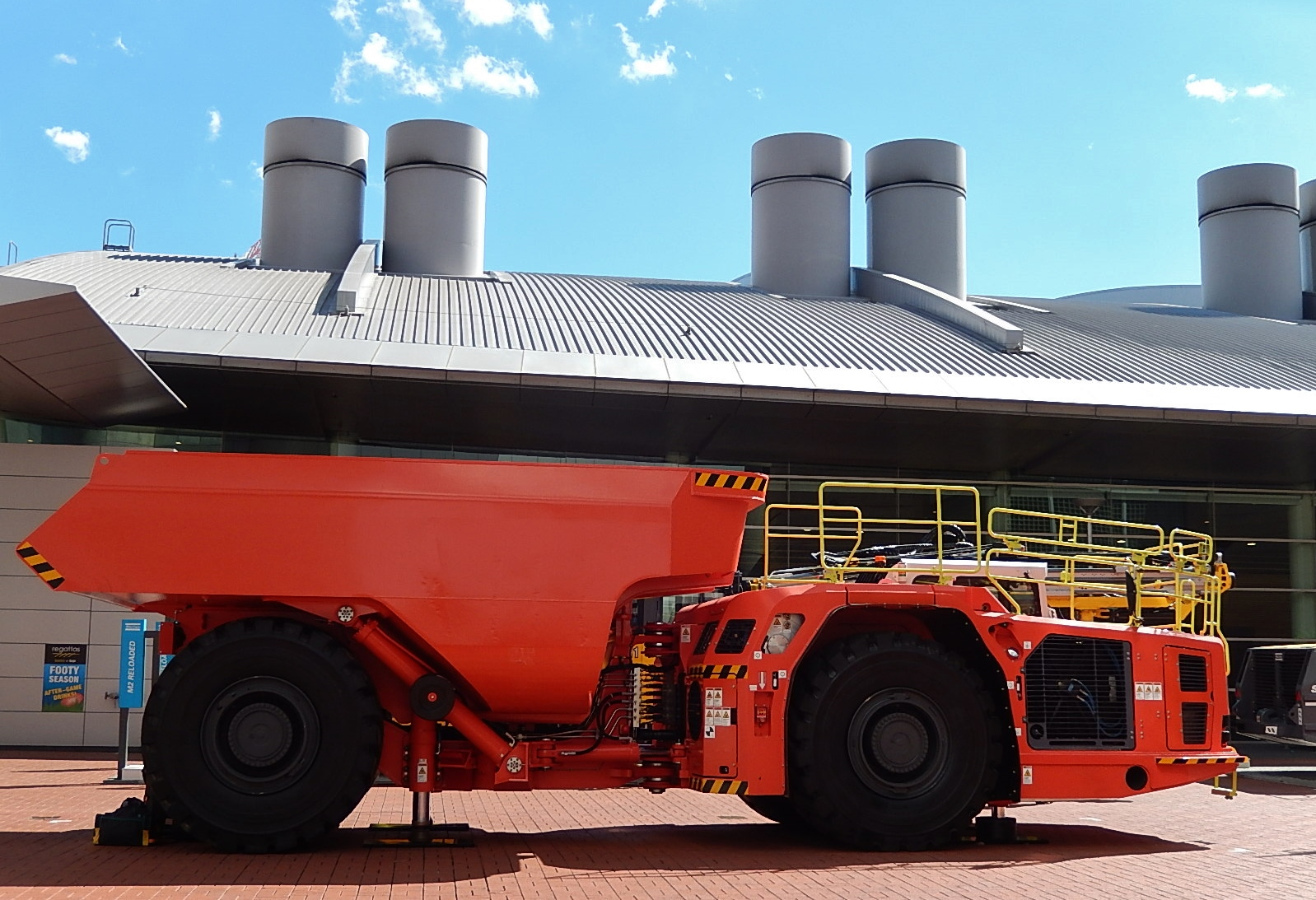
Підземним автосамоскид, Австралія

Підземні автосамоскиди — самоскиди спеціальної конструкції, вантажопідйомність досягає 40 т, розроблені з врахуванням специфічних шахтних умов.

## Загальний опис
Одержали широке розповсюдження при великому обсязі транспортних операцій. Ці машини здатні долати затяжні підйоми, надійні і безпечні в роботі, мають порівняно невеликі розміри, просту конструкцію, високу міцність, добру маневреність і значну швидкість руху.
Човничкові автосамоскиди (думпери), у яких поворот сидіння і механізма керування здійснюється на 180° без розвороту всієї машини, можуть використовуватись у вузьких вибоях.
Вибір підземних автосамоскидів обумовлюється поперечними розмірами виробок: якщо площа перерізу мала — застосовують човничкові машини, а якщо велика (12 м² і вище) — машини МАЗ, МоАЗ та ін. Могильовські самоскиди (МоАЗи) випускаються серійно. Їхня вантажопідйомність становить 20 т, максимальна швидкість руху —40 км/год, а на трасах з кутом нахилу 10° — 4-6 км/год.
У підземних умовах автосамоскиди використовуються при проведенні виробок з площею перерізу 12 м² і більше. В останньому випадку застосування автомобілів особливо ефективне, коли виробки зв'язані з поверхнею штольнею, уклон якої не перевищує 0,16, Ці машини, що служать для перевезення різних вантажів і людей, можуть мати особливу малу (до 1 т), малу (1-2 т), середню (2-5 т) і велику (понад 5 т) вантажопідйомність. Вони працюють від карбюраторного, електричного і дизель-електричного приводів. На поверхні найчастіше застосовують великовантажні автосамоскиди.
Вибір типу і кількості автосамоскидів зв'язують з планом і профілем траси, характеристикою дорожнього покриття, розташуванням пунктів навантаження і розвантаження, змінною продуктивністю і особливостями матеріалу, що перевозиться. При великому обсязі гірничої маси і значній довжині транспортування доцільна експлуатація потужних автосамоскидів типу КрАЗ-256Б, БєлАЗ та ін.

## Конструкція

Підземний автосамоскид

Підземний самоскид являє собою одноосьовий тягач 1 із самоскидним напівпричепом 2. Основні вузли машини поєднані подвійним шарніром, який дозволяє виконувати поворот тягача стосовно напівпричепа (тобто забезпечується потрібна маневреність). Рух здійснюється за допомогою карданного вала через коробку передач, яка має чотири швидкості для переміщення вперед і стільки ж — назад. Двигун обладнаний двоступеневою системою очищення вихлопних газів (кристалічний нейтралізатор і рідинна ванна). Кузов напівпричепа перекидається за допомогою двох гідроциліндрів.